# 連環型校舍

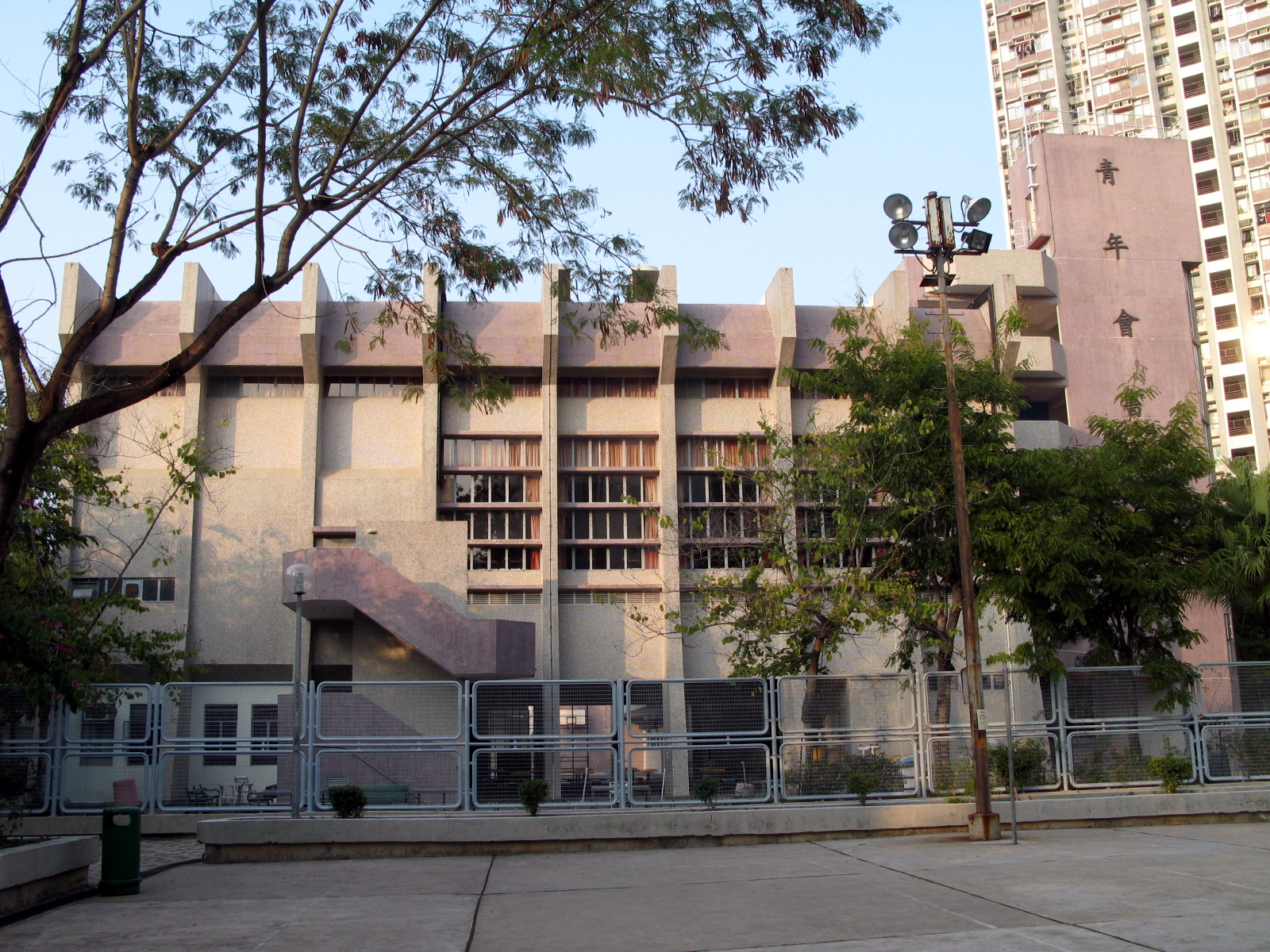
全港最後一座半連環型校舍-青年會書院

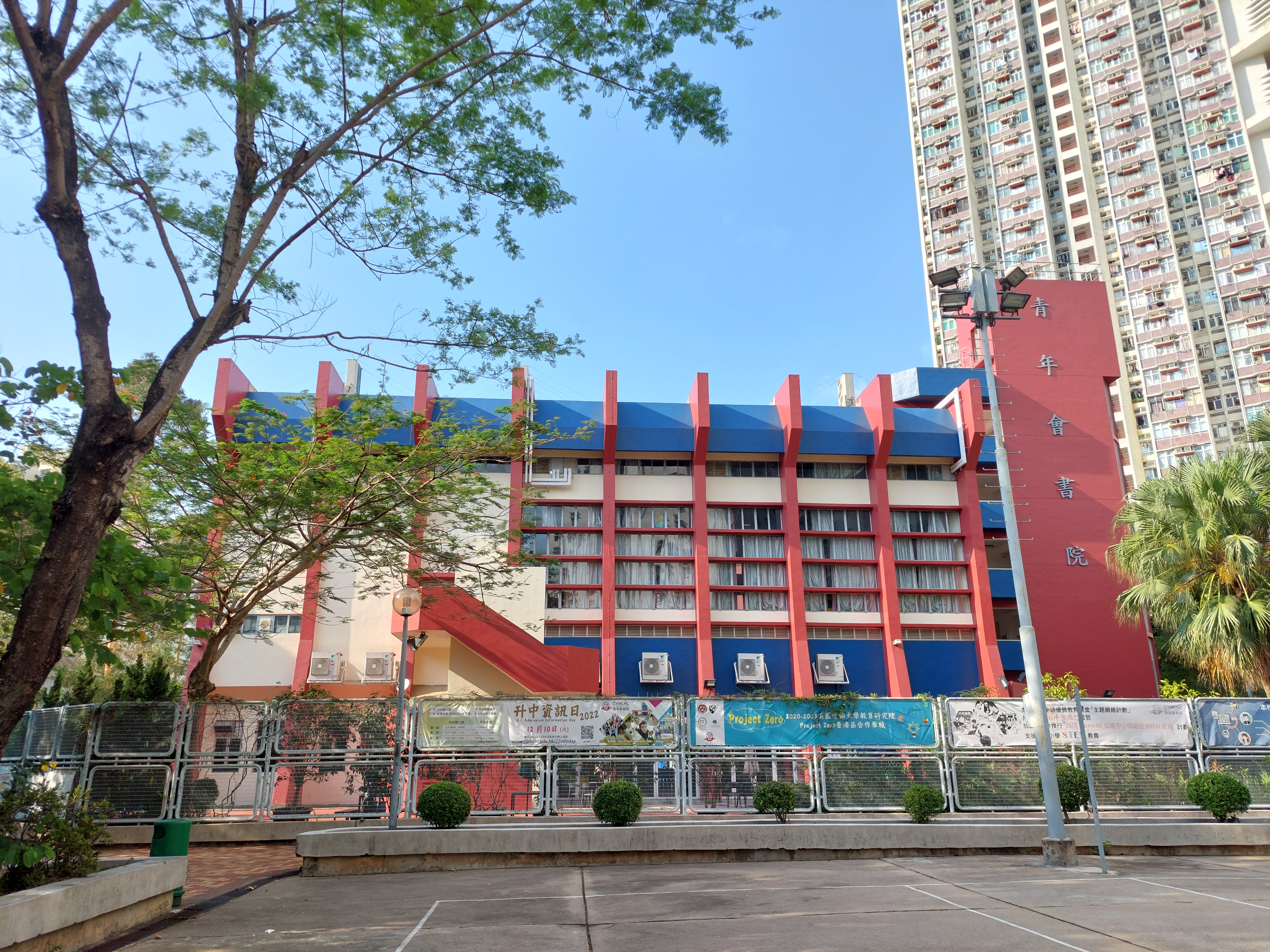
全港最後一座半連環型校舍--青年會書院（2023年5月）

連環型校舍，與標準小學校舍同樣為香港的第二代標準校舍設計之一，主要興建於新市鎮，以應付實施「九年免費教育」政策所產生的額外中學學額需求，並配合新市鎮發展。此等校舍為絕大多數1980年代創校的中學，以及極少數小學採用，於1977年至1993年間落成。

## 歷史

### 出現

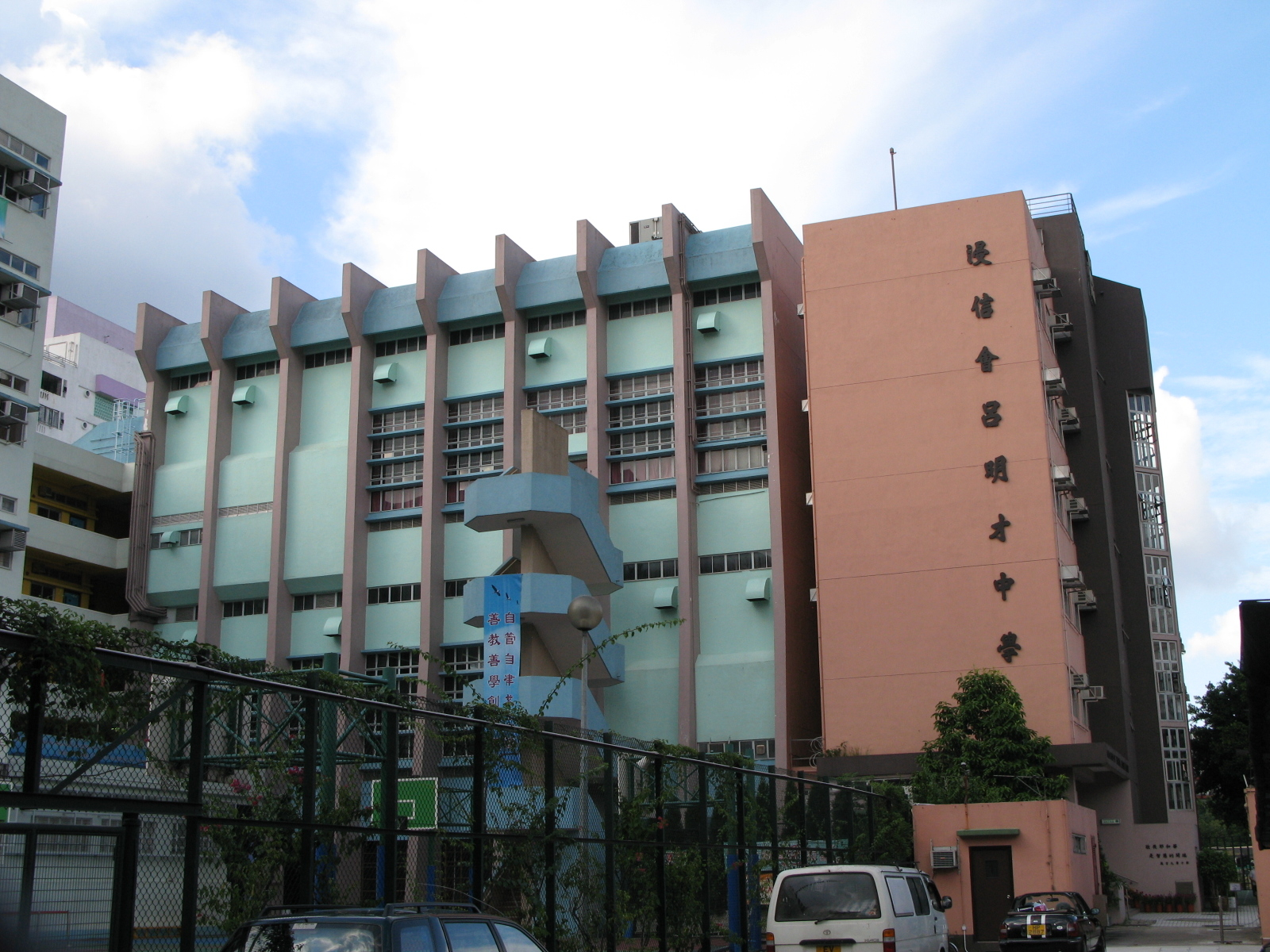
全港第一組全連環型校舍-浸信會呂明才中學（右）及東華三院馮黃鳳亭中學（左）

自1973年文憑教師薪酬運動以後，香港增加官立、津貼中學學額的呼聲日增。因此，香港政府決定在1978年起推行「九年免費教育」，大幅增加免費初中學額。此外，適逢衛星城市及第二代新市鎮（即沙田、屯門及大埔）發展，全港對中學學額的需求日漸增加。因此，工務司署於1976年發表第一款專為中學而設的標準校舍設計，並稱之為「連環型校舍」。
全港第一座連環型校舍為下葵涌官立工業中學，於1976年5月尾招標興建，翌年竣工啟用；至於第一組全連環型校舍則為浸信會呂明才中學及東華三院馮黃鳳亭中學，於同年9月初招標興建。

### 改進

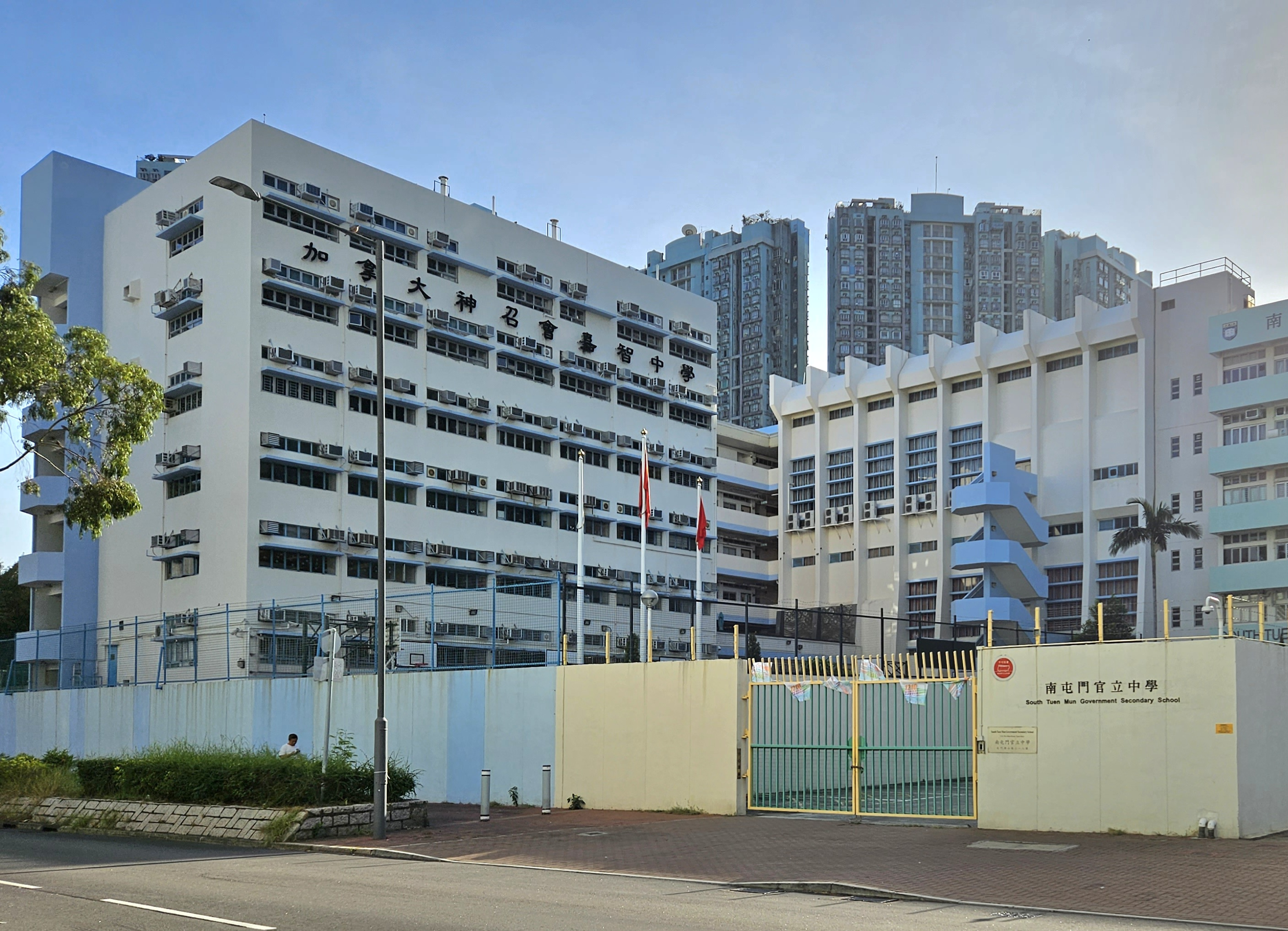
一座改進型的全連環型校舍，可見其課室對流窗與早期興建的有所不同

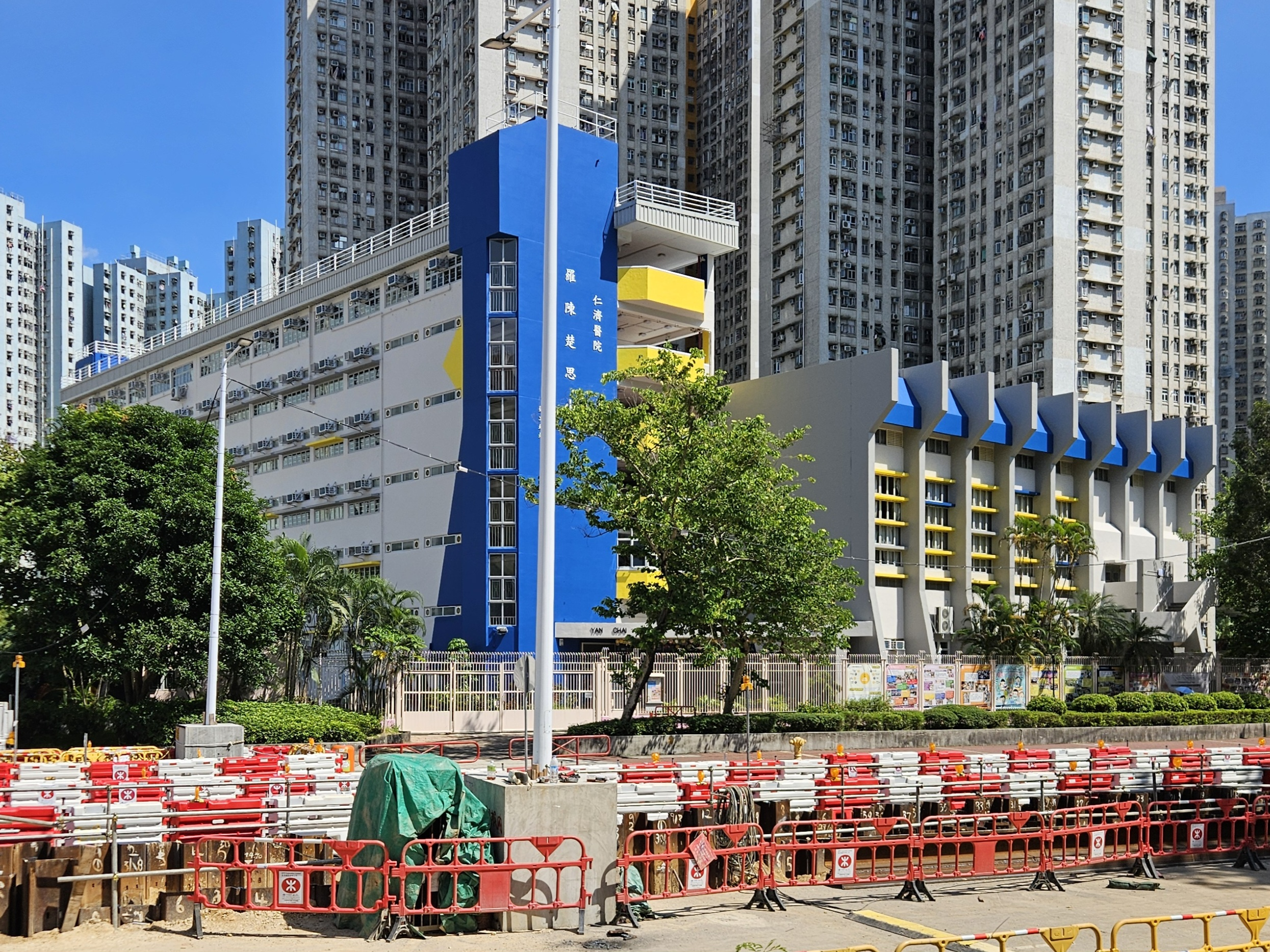
仁濟醫院羅陳楚思小學

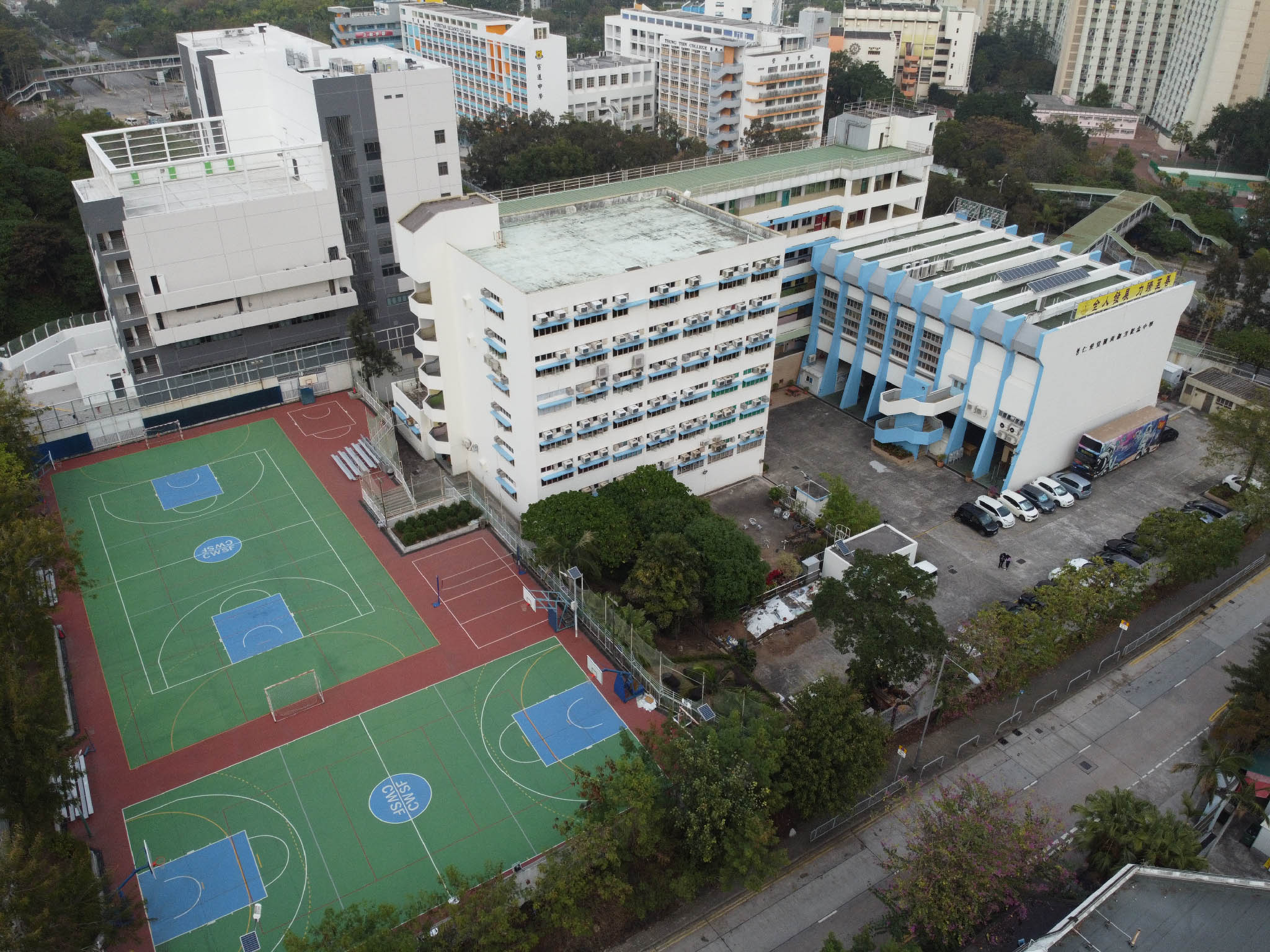
仁愛堂陳黃淑芳紀念中學

雖然連環型校舍的布局在16年內沒有大變化，但其細部設計經歷了兩次重大的改進。
就課室對流窗設計而言，雖然經改良的設計（即窗戶的高度增加，而每扇對流窗相由扁身的長方形改為方形）早於1979年在香港四邑商工總會陳南昌紀念中學的校舍試用，但採用此等設計的校舍，一直要到1982年才開始批量建成。當中，首批過渡性質的同類校舍（方形窗戶但不設入牆通風櫃），為保良局姚連生中學、保良局李城璧中學及東華三院邱子田紀念中學。
而在1983年起，連環型校舍設計再經歷另一次變化：除了將上述的改良對流窗，列為唯一標準設計外，亦首次在化學及綜合科學實驗室預留安裝入牆通風櫃的位置，迦密愛禮信中學為第一個試點。工務局後來規定1983年9月起新入則的新校舍，均須採用改良版設計，不過長康邨、新翠邨及另一座位於大埔的校舍卻是例外（一說是地基工程提前進行，而採用過渡性設計）。首批全數採用此等改良設計的半連環及全連環型校舍共有5座，分別為東華三院吳祥川紀念中學、聖公會李炳中學、仁愛堂陳黃淑芳紀念中學、中華基督教會基朗中學（西翼）、聖公會白約翰會督中學（東翼），以及宣道會鄭榮之中學（南翼）與東莞工商總會劉百樂中學（北翼），均於1984至1985年間落成。
隨著新界的發展，教育署於1985年推行「市區遷校計劃」，將市區絕大部分不合規格的中學遷入新界的新建標準校舍。因此，大部分於1987年後落成的同類校舍，均用作安置此等中學。然而，個別校舍或未能如期移交，出現一校兩址的情況（新開辦班級於新址上課，惟大部分班級仍於舊校上課），甚至需暫借同區的同類校舍甚至小學校舍上課。在屯門，由於學額需求暴增導致學額過剩，仁愛堂陳黃淑芳紀念中學曾於1985至1991年度臨時兼辦小一至小六，兆禧苑及田景邨的校舍被逼改裝為小學，成為猛獁校。

### 淘汰
由於連環型校舍僅適用於開辦中學，難以因應人口結構改變而更改用途，故校舍錯配的情況嚴重，特別於屯門區。此外，連環型校舍佔地較大，難以善用珍貴的土地資源。因此，建築署在1983年著手設計新款校舍作取代，至1988年發表了靈活式校舍設計，而連環型校舍設計隨即被淘汰。全港最後一座全連環型校舍，為位於天耀邨二期的天水圍官立中學（東翼）與基督教香港信義會元朗信義中學（西翼），1993年才落成，亦是唯一一組連同和諧式大廈一同興建的同類校舍；至於最後一座半連環型校舍，則為青年會書院，於1990年落成。

### 降級分配
於1990-2000年代期間，全港有不少半日制小學需要轉為全日制，並分拆為兩間學校。然而，由於建校速度無法趕上，導致新全日制小學校舍供應僧多粥少，因此政府於1996年10月提出，將一些空置中學校舍（包括在設備水準上已屬落後的連環型校舍）分配予小學作轉全日制之用。自此，若有任何連環型校舍停用，原則上均不再用作中學永久校舍，而且一般均會列入小學校舍分配工作（若有需要，或會先改作臨時校舍）。當中，柏立基教育學院分校於1997年遷出後，校舍改作浸信會沙田圍呂明才小學為首例。而在2010年代，由於部分同類校舍上營辦的中學遷校，或因收生不足而「殺校」，加上小學已經全面轉為全日制，更多同類校舍亦開始供現有空間不足的小學遷校。

### 對往後校舍設計的影響
雖然連環型校舍設計是1970年代尾的產物，但對於其後靈活式校舍、以至千禧及後千禧校舍的設計，有著極為深遠的正面影響。在布局方面，連環型校舍首次將一間學校不同用途的空間，分拆為三個部份，使教學空間可以擴大；此外，其走廊設計改為開放式，有利採光。在往後的校舍設計當中，以上優點得以繼承。

## 校舍建設標準
所有連環型校舍原裝均設24間課室，僅設於校舍課室大樓的1-4樓；而特別室翼則樓高6層（地下、1-5樓），並設有12個特別室（部份可改作常規課室），當中需要使用通風櫥的實驗室（化學、綜合科學）設於5樓，方便將排氣喉管接駁至天台。另外，所有校舍的原裝窗戶均以6扇為一組（除全連環型校舍地下金工室為4扇），當中左右2扇為固定窗（而台山商會中學及浸信會沙田圍呂明才小學為特例，其特別室翼面向禮堂一方的窗戶試驗性一概採用4扇設計）。
另外，連環型校舍可以再按禮堂大樓設計細分為兩種：全連環型及半連環型。全連環型校舍，其禮堂大樓樓高6層，由兩間學校各自使用一半空間（當中，兩校的禮堂分別設於1樓及4樓，除後梯外只能由本身所在的學校校舍進入；而地下有蓋操場則分為一半），以更有效善用土地資源；至於半連環型校舍的禮堂大樓高度為4層，而地下操場由同一學校全權使用。
而在面積方面，全連環型校舍，半座（即一間學校）面積大約為5,800平方米；至於一座半連環型校舍大約為6,100平方米。